# Aechmea fulgens
Aechmea fulgens là một loài thực vật có hoa trong họ Bromeliaceae. Loài này được Brongn. mô tả khoa học đầu tiên năm 1841.

## Hình ảnh

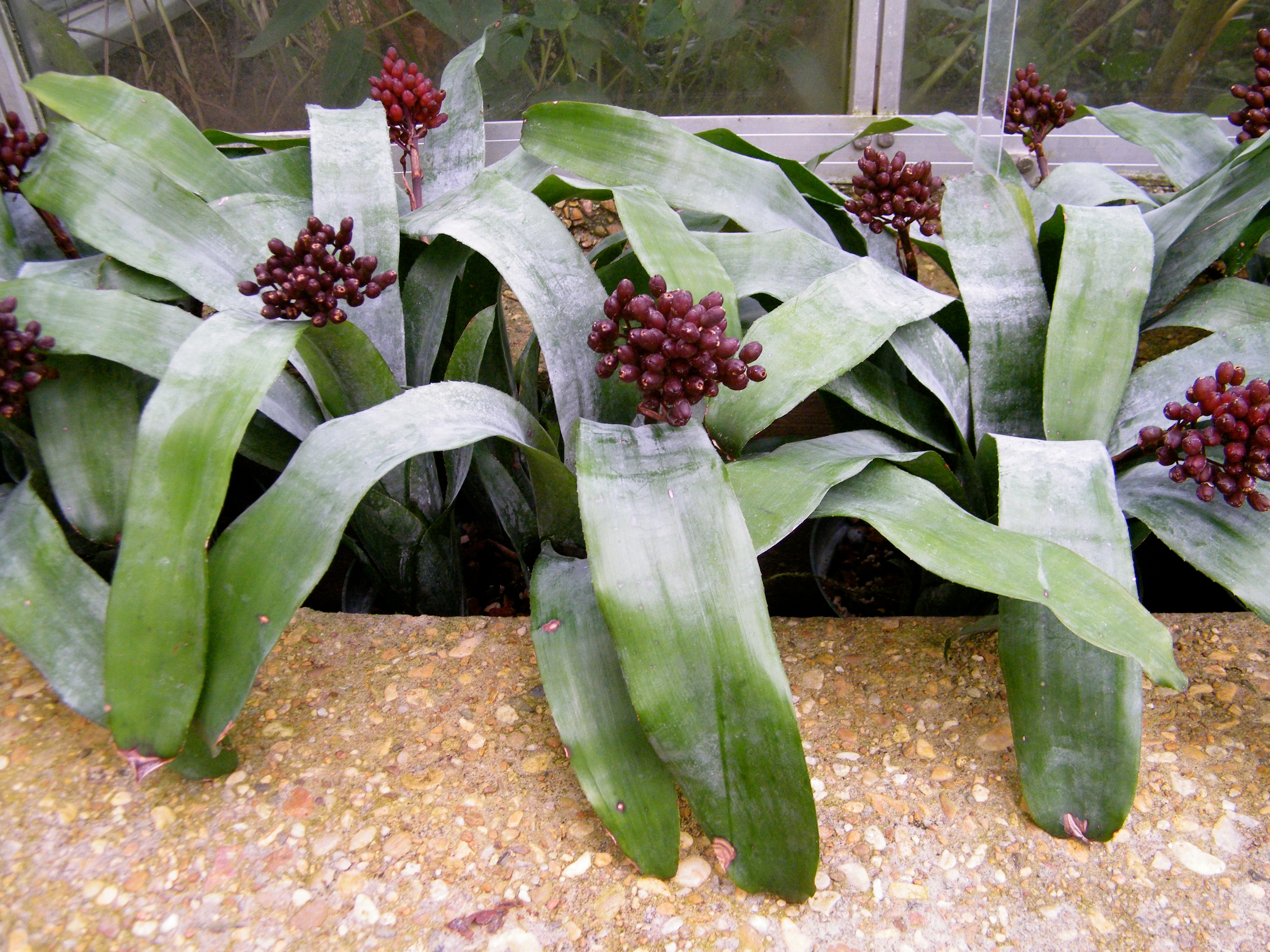
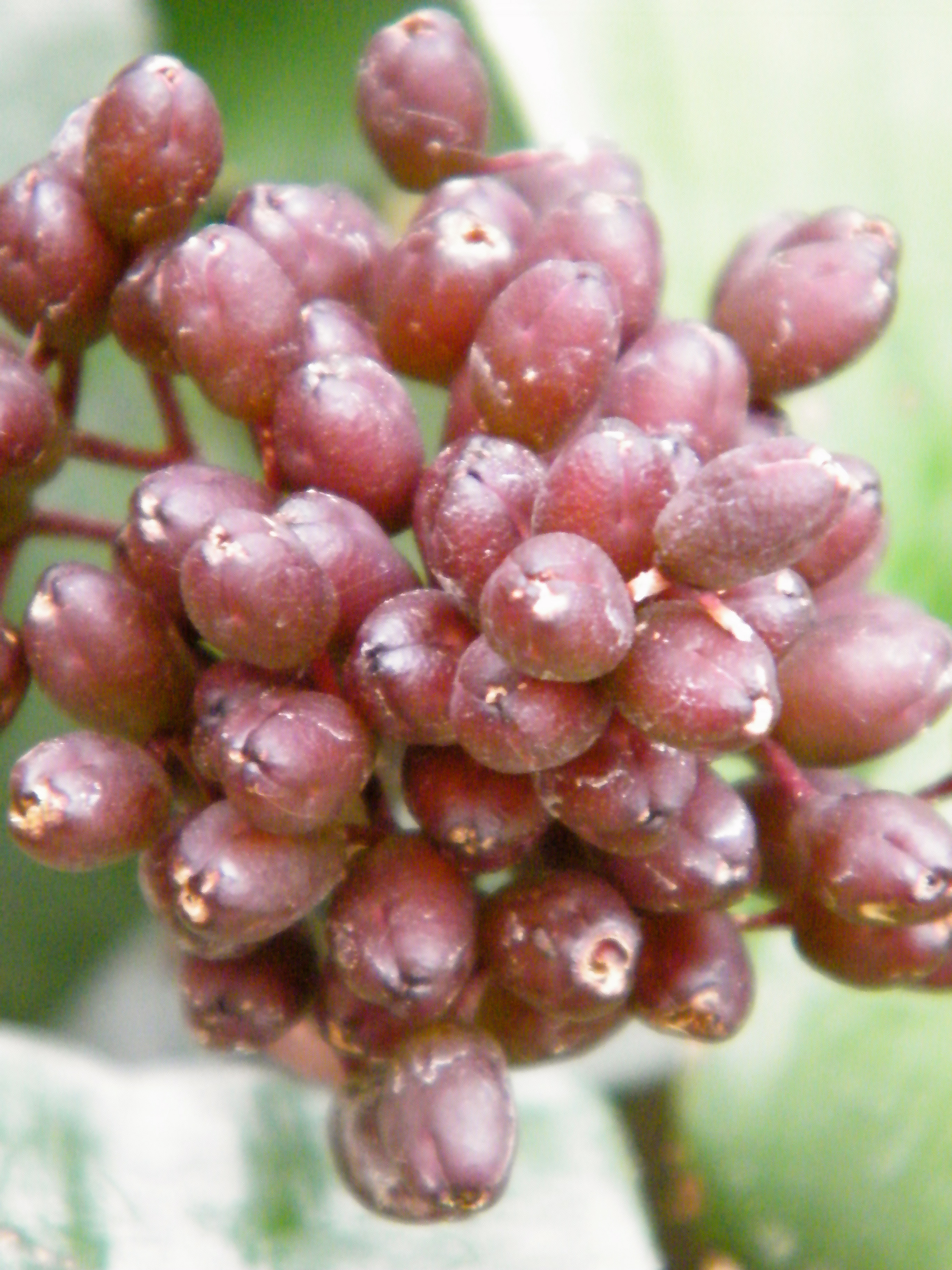
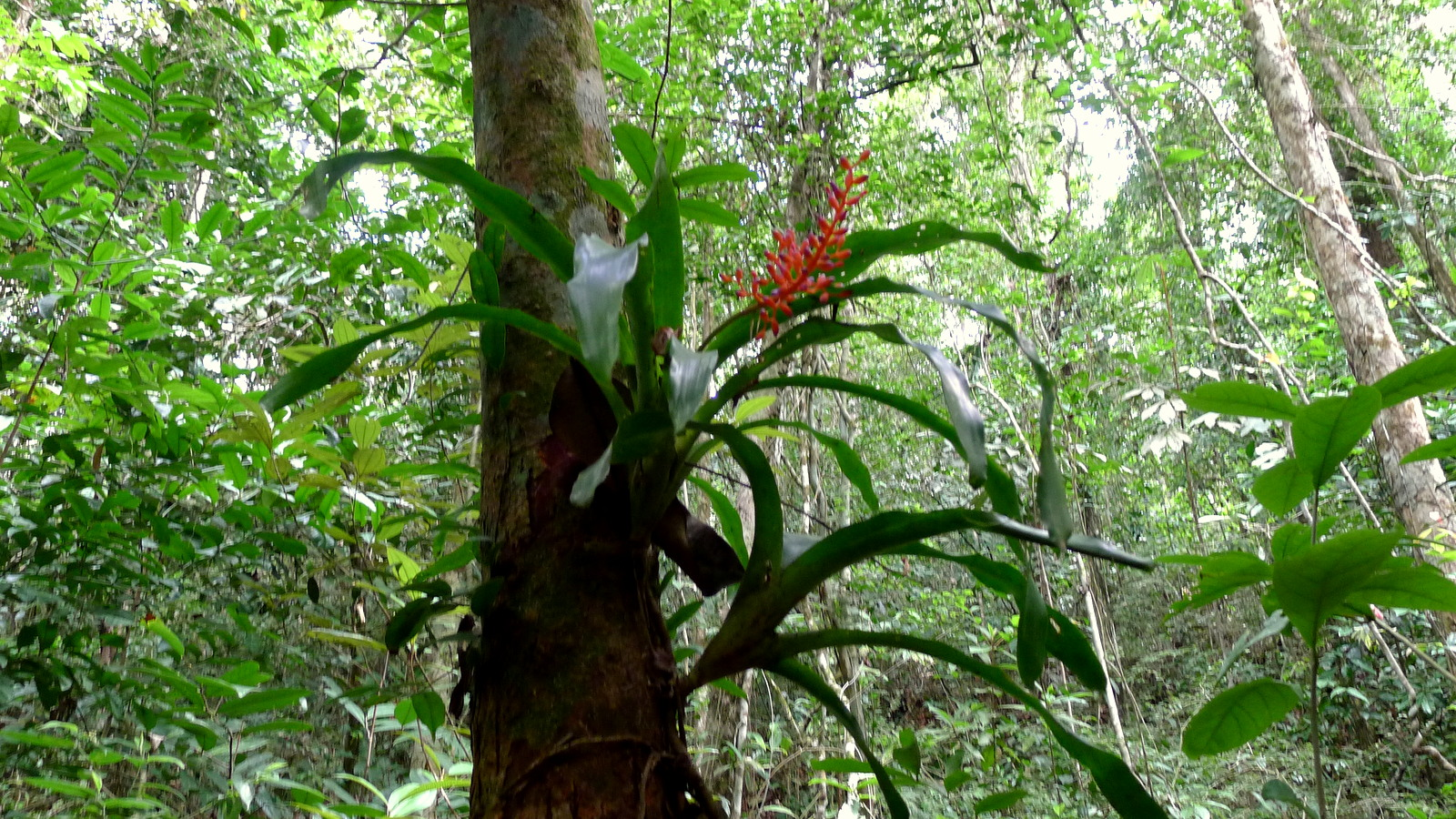
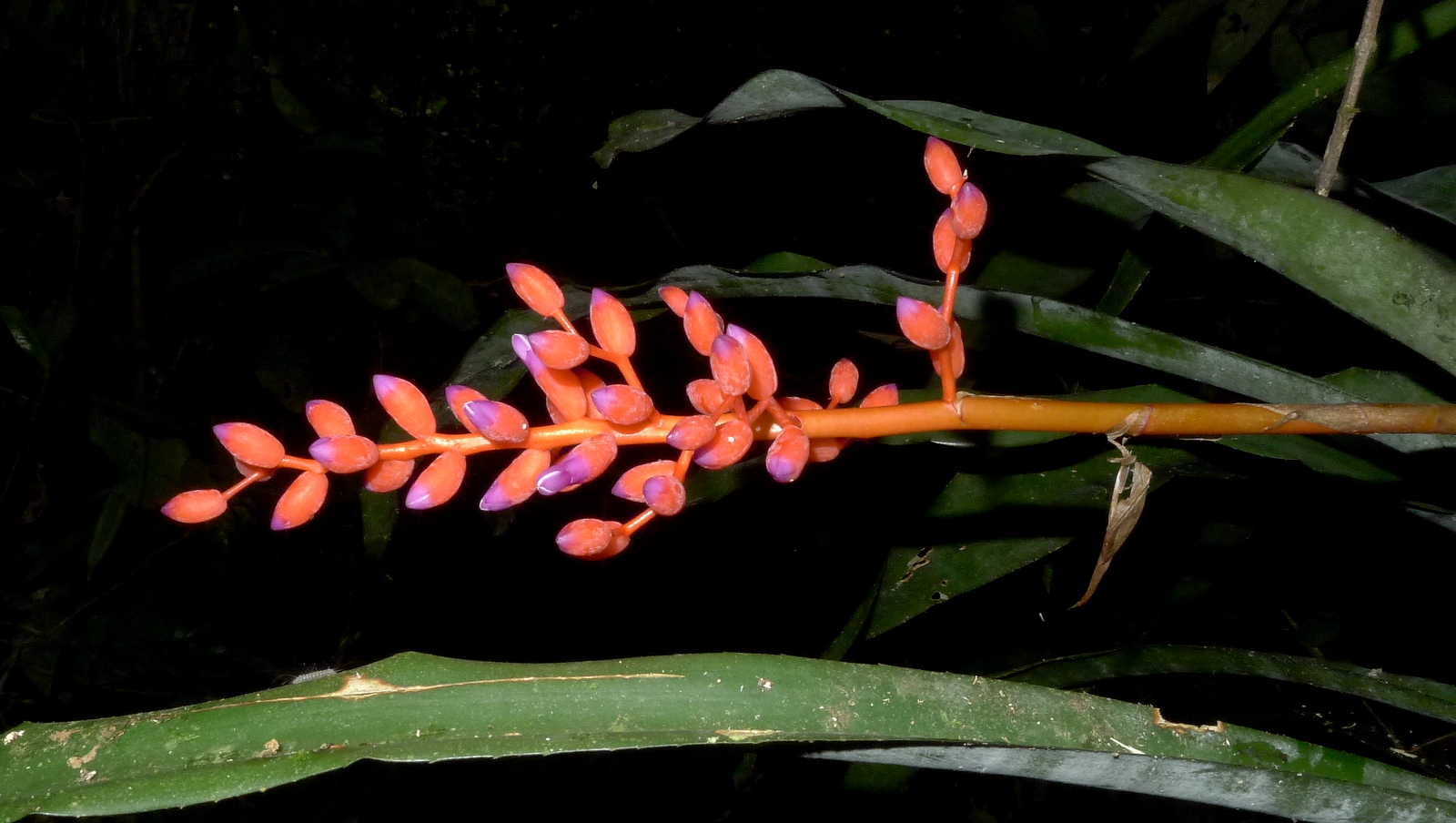